# Siriella pacifica
Siriella pacifica är en kräftdjursart som beskrevs av Edward Morell Holmes 1900. Siriella pacifica ingår i släktet Siriella och familjen Mysidae. Inga underarter finns listade i Catalogue of Life.